# Marie Madeleine (Gentileschi)
Pour les articles homonymes, voir Marie Madeleine.
Marie Madeleine est un tableau réalisé par la peintre italienne Artemisia Gentileschi vers 1620. De format vertical, cette huile sur toile est une peinture chrétienne qui représente Marie Madeleine en pénitence. Vêtue d'une robe jaune, la jeune femme est assise sur une chaise près d'un miroir qu'elle repousse, renonçant ainsi aux vanités du monde. L'œuvre est conservée dans la galerie Palatine du palais Pitti, à Florence, en Toscane.

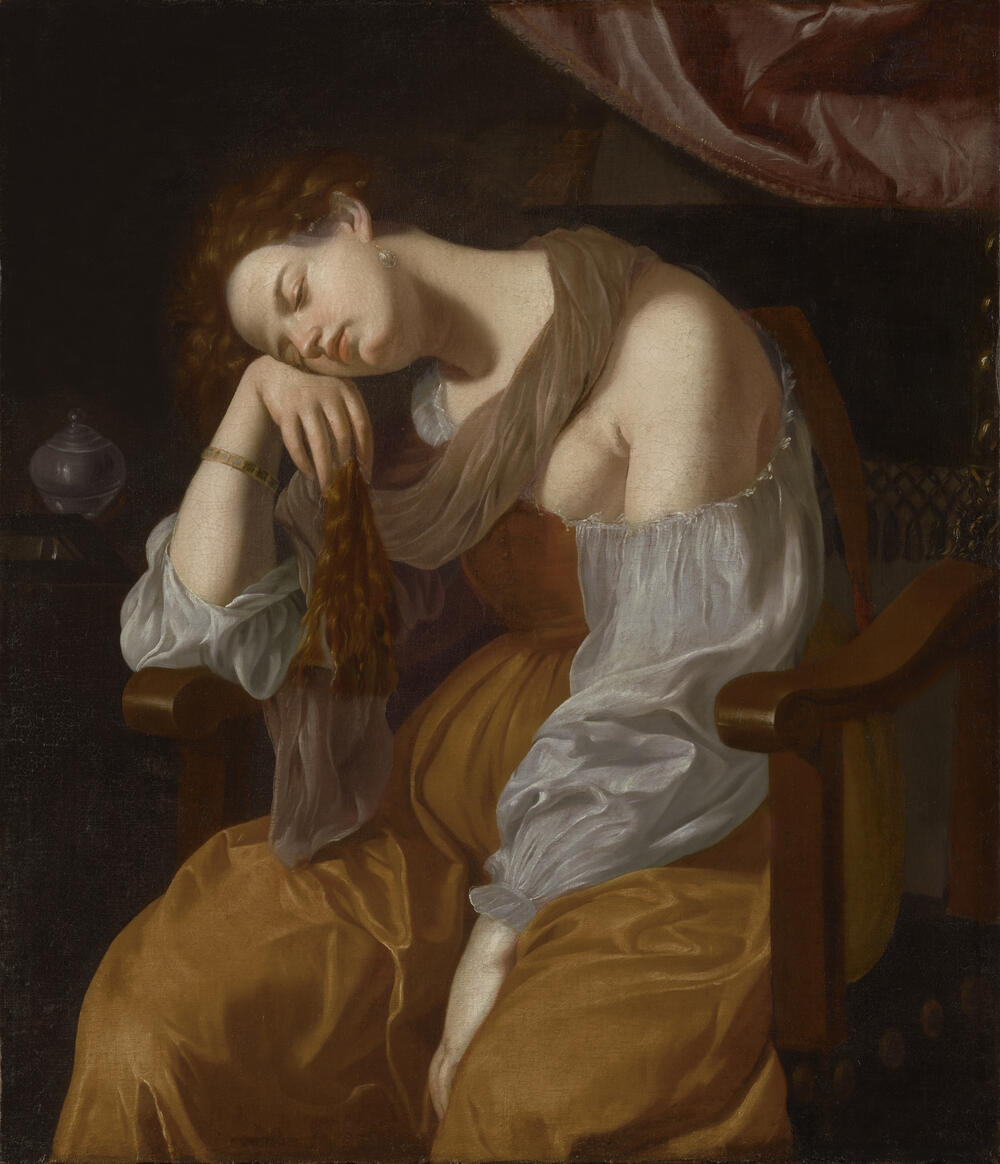
Marie Madeleine pénitente, 1625-1626 – Musée d'Art Kimbell, Fort Worth.